# الطريق السريع المفقود (فلم)
الطريق السريع المفقود (بالإنجليزية: Lost Highway) هو فيلم نيو-نوار عام 1997 من إخراج ديفيد لينش وشارك في كتابته لينش وباري جيفورد. بطولة بيل بولمان، باتريشيا أركيت، بالتازار غيتي، وروبرت بليك. الفيلم يتبع موسيقي (بولمان) الذي يبدأ تلقي أشرطة VHS غامضة له وزوجته (أركيت) في منزلهم، والذي أدين فجأة من القتل، وبعد ذلك يختفي لسبب غير مفهوم ويحل محله ميكانيكي الشباب (غيتي) الذين يقودون حياة مختلفة.
تم تمويل الطريق السريع المفقود من قبل شركة الإنتاج الفرنسية Ciby 2000 وتم تصويره إلى حد كبير في لوس أنجلوس حيث تعاون لينش مع المنتج المتكرر ماري سويني والمصور السينمائي بيتر ديمينغ. وقد وصف لينش الفيلم بأنه فوغ وليس قصة منطقية تقليدياً، في حين تم تشبيه بنية الفيلم السردية السريالية بشريط موبيوس. الفيلم الموسيقى التصويرية، الذي كان من إنتاج ترينت ريزنور، ملامح النتيجة الأصلية من قبل أنجيلو بادالامينيتي وباري فضلا عن مساهمات من الفنانين بما في ذلك ديفيد باوي، مارلين مانسون، رامشتاين تسعة بوصة الأظافر وسحق القرع.
وعند الإفراج عن ذلك، تلقى الطريق السريع المفقود مراجعات مختلطة وحقق 3.7 مليون دولار في أمريكا الشمالية بعد ثلاثة أسابيع متواضعة. رفض معظم النقاد في البداية الفيلم باعتباره غير متماسك، لكنه اجتذب منذ ذلك الحين عبادة التالية والثناء النقدي، فضلا عن الاهتمام العلمي. Lost Highway هو الأول من ثلاثة أفلام لينش في لوس أنجلوس تليها مولهولاند درايف في عام 2001 والإمبراطورية الداخلية في عام 2006. في عام 2003، تم تكييف الفيلم كأوبرا من قبل الملحن النمساوي أولغا نيويرث.

## قصة الفيلم
فريد ماديسون، عازف الساكسفون في لوس أنجلوس، يتلقى رسالة على اتصال داخلي بمنزله: «ديك لوران قد مات». في صباح اليوم التالي، زوجته رينيه يجد شريط في إتش إس على الشرفة الخاصة بهم تحتوي على شريط فيديو من منزلهم. بعد ممارسة الجنس، فريد يقول لها انه كان حلما عن شخص يشبه لها التعرض للهجوم، وقال انه يرى بعد ذلك وجه رينيه كما أن من رجل عجوز شاحب. مع مرور الأيام، يصل المزيد من الأشرطة، وتظهر لقطات منهم نائمين في سريرهم. فريد ورينيه يتصلان بالشرطة لكن المحققين لا يقدمون أي مساعدة فريد ورينيه حضور حفلة يجري القيت من قبل صديقتها اني. الرجل الغامض الذي كان يحلم به فريد يقترب من فريد، مدعياً أنه التقى به من قبل. الرجل ثم يقول انه في منزل فريد في تلك اللحظة بالذات ويجيب على هاتف المنزل عندما فريد يدعو له. فريد يتعلم من أند أن الرجل هو صديق ل ديك لوران. بالرعب، فريد يترك الحزب مع رينيه. في صباح اليوم التالي، يصل شريط آخر وفريد يشاهده وحده. لرعبه، يظهر له تحوم فوق جثة رينيه ممزقة. وقد حُكم عليه بالإعدام لقتله.
بينما في جناح المحكوم عليهم بالإعدام، يعاني فريد من الصداع والرؤى من الرجل الغامض وكابينة حرق في الصحراء. أثناء فحص زنزانة، حارس السجن يجد أنّ الرجل في فريد زنزانة الآن بيت دايتون، شابّة سيارة ميكانيكيّة. على الرغم من أن بيت هو الإفراج عنهم في رعاية والديه، ويتبعه اثنين من المحققين الذين يحاولون معرفة المزيد عنه. في اليوم التالي، بيت يعود إلى العمل في المرآب حيث رجل العصابات السيد إدي يطلب منه إصلاح سيارته. السيد (إدي) يأخذ (بيت) في رحلة بالسيارة، خلالها شهود (بيت) السيد (إددي) ضرب الباب الخلفي. في اليوم التالي، يعود السيد (إدي) إلى المرآب مع عشيقته (أليس ويكفيلد) و (كاديلاك) لـ (بيت) لإصلاحه في وقت لاحق، يعود أليس إلى المرآب وحده ويدعو بيت لتناول العشاء. عندما بيت وأليس تبدأ علاقة غرامية، وقالت انها تخشى أن السيد إدي المشتبه بهم، وتلفيق مخطط لسرقة صديقتها أندي ومغادرة المدينة. أليس يكشف أيضا لبيت أن السيد إدي هو في الواقع منتج الاباحية الهواة اسمه ديك لوران. بيت يحصل على مكالمة هاتفية من السيد إدي والرجل الغامض، الذي يخيف بيت كثيرا أنه تقرر أن تذهب جنبا إلى جنب مع خطة أليس. بيت الكمائن أنديس ويقتله بطريق الخطأ، قبل أن يلاحظ صورة تظهر أليس ورينيه معا. في وقت لاحق، عندما تكون الشرطة في المنزل للتحقيق في وفاة أند، أليس مفقود لسبب غير مفهوم من الصورة.
بيت وأليس تصل إلى كوخ فارغ في الصحراء والبدء في ممارسة الجنس خارج على الرمال، والتي تنتهي مع أليس الحصول على ما يصل وتختفي في المقصورة. بيت يتحول مرة أخرى إلى فريد. عند تفتيش المقصورة، يلتقي الرجل الغامض، الذي يبدأ تصوير ومطاردة فريد مع كاميرا فيديو. فريد يهرب ويقود إلى فندق الطريق السريع المفقودة، حيث يجد السيد إدي ورينيه ممارسة الجنس. بعد رينيه يترك، فريد يختطف السيد إدي والشقوق له الحلق. الرجل الغامض يطلق النار على السيد (إدي) ميتاً ثم يهمس بشيء لـ (فريد) قبل أن يختفي فريد يقود إلى منزله القديم، يطن الاتصال الداخلي ويقول: «ديك لوران ميت». عندما يقود المحققان إلى المنزل، فريد يدير مرة أخرى إلى سيارته ويقود قبالة، مع المحققين في السعي. المطاردة مستمرة في الليل، مع فريد يصرخ بلا حول ولا قوة كما يسرع السيارة أسفل الطريق السريع المظلم.

## طاقم العمل
- بيل بولمان في دور فريد ماديسون
- باتريشيا أركيت بدور رينيه ماديسون / أليس ويكفيلد
- بالتازار جيتي بدور بيت دايتون
- روبرت بليك دور الرجل الغامض
- روبرت لوجيا في دور السيد إيدي / ديك لوران
- ناتاشا جريجسون واجنر في دور شيلا
- ريتشارد بريور في دور أرني
- ليزا بويل بدور ماريان
- مايكل ماسي دور آندي
- جاك نانس في دور فيل
- جاك كيلر في دور الحارس جوني ماك
- هنري رولينز بدور الحارس هنري
- جين روس في دور وأردن كليمنتس
- سكوت كوفي دور تيدي
- غاري بوسي في دور بيل دايتون
- جون روزيليوس في دور آل
- لو إيبوليتو في دور إد
- جنيفر بدور فتاة Junkie
- مارلين مانسون كممثل إباحي
- تويجي راميريز كممثل إباحي

## التصوير

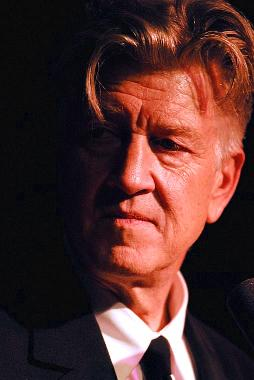
لينش كان يهدف أصلا لاطلاق فيلم فقدت الطريق السريع في أبيض وأسود.

تم تصوير فيلم الطريق السريع أطلق النار في لوس انجليس، كاليفورنيا، في حوالي 54 يوما، من 29 نوفمبر 1995، إلى 22 فبراير 1996. تم تصوير بعض مشاهد الفيلم الخارجية والقيادة في حديقة غريفيث، بينما تم تصوير مشاهد فندق الطريق السريع المفقود في دار أوبرا أمارغوزا وفندق في وادي الموت.لينش يملك الخاصية أنّ كان استعملت ل فريد ورينيه قصر أيّ يكون حددت على ال نفسه شارع بما أنّ منزله في هوليوود تلال. تم تكوين المنزل بطريقة معينة لتلبية متطلبات الفيلم. تمت إضافة ممر يؤدي إلى غرفة النوم وتم إعادة تشكيل الواجهة بنوافذ فتحة لجعل وجهة نظر فريد محدودة للغاية. اللوحات التي هي على الجدار فوق الأريكة تم القيام بها من قبل زوجة لينش السابقة والمنتجة ماري سويني.
أثبتت المشاهد التي تنطوي على العري والاتصال الجنسي أن تكون صعبة للغاية بالنسبة لاركيت لأنها تعتبر نفسها شخص متواضع جدا وخجولة. ومع ذلك، شعرت بأنها محمية جدا من قبل لينش وطاقم الفيلم، الذين سوف تعطي دائما لها الجلباب في أي وقت. كان المشهد حبّ بين وغيتي في الصحراءأيّ كان أطلقت على جافّة بحيرة سرير 20 أميال خارج بيكر، كان مجموعة مغلقة وفقط طاقمة رئيسيّة كان سمحت على هو. لم يكن التسلسل الذي يتحول فيه فريد إلى بيت مُنتقىً بالكمبيوتر، بل أنجز بتقنيات في الكاميرا: قام خبير ماكياج ببناء رأس مزيف كان مغطى بـ مادة دماغية اصطناعية، والتي كانت بعد ذلك تتقاطع مع لقطات من بولمان. تم إطلاق النار على مطاردة السيارة النهائية مع كاميرات مختلفة تعمل بمعدلات إطار مختلفة. ثم تم تسريع اللقطات لجعل المشهد أكثر عدوانية.
عمل لينش مع المصور السينمائي بيتر ديمينغ لإعطاء الفيلم نظرة سريالية. لأنّ النص لم يتضمّن كثير أوصاف، الفيلم تبلورت مقاربة بصريّة بما أنّ تصوير تقدّم دمينغ أحيانا يسحب خارجا العدسات من آلة تصوير أن فكّ مشهد خاصّة بينما لينش غالبا استمعت إلى لون موسيقى في ه سماعة وإلى مشهد أت ث سم تيم أن يتخيّل السيناريو. وفقا له، «الصوت والصورة العمل معا هو ما هي الأفلام لذا كل صوت واحد يجب أن يدعم ذلك المشهد ويوسعه الغرفة هي، مثلاً، تسعة في اثني عشر، ولكن عندما تقوم بإدخال الصوت إليها، يمكنك إنشاء مساحة عملاقة». دمجت الفكرة من فوغ نفسانيّة كان داخل الفيلم بعد الوحدة علنيّة قرأ هو فوق على كتاب حول أمراض عقليّة. شعر لينش أنه مصطلح موسيقي، مشيرا إلى أن «الفوغ يبدأ في اتجاه واحد، ويأخذ في اتجاه آخر، ثم يعود إلى الأصل، لذلك يتعلق بشكل الفيلم».
في الأصل، أراد لينش لاطلاق النار فقدت الطريق السريع بالأبيض والأسود، ولكن تم التخلص من الفكرة بسبب المخاطر المالية التي يمكن أن تسببها. ومع ذلك، تم تصوير الفيلم في مستويات متفاوتة من الظلام ويتميز مشاهد قليلة من النهار. أصبحت بعض تسلسلات هكذا مظلمة أنّ هو كان يصعب للمشاهدات أن يرى ماذا كان يحدث. وفقا لديمينغ، «الشيء الذي أردت تحقيقه هو إعطاء الشعور بأن أي شيء يمكن أن يخرج من الخلفية، وترك سؤال معين حول ما كنت تبحث في. الفيلم يعمل تحت السطح بينما تشاهده». لم يكن ظلمة الفيلم عن قصد غير مُعدّلة خلال مرحلة ما بعد الإنتاج. ركض القطع أولى من الفيلم اثنان ونصف ساعة واختبار جمهور من 50 الناس كان أعطيت معاينة أن يعطي لينش فكرة من ماذا يحتاج أن يكون قطعت. تم تخفيض الفيلم في نهاية المطاف إلى ساعتين وعشر دقائق. كانت معظم المشاهد المحذوفة عن حياة بيت، بما في ذلك مشهد حيث كان بيت يخرج مع أصدقائه إلى محرك الأقراص قبل الذهاب إلى صالة البولينغ.

## الإنتاج

### التطوير

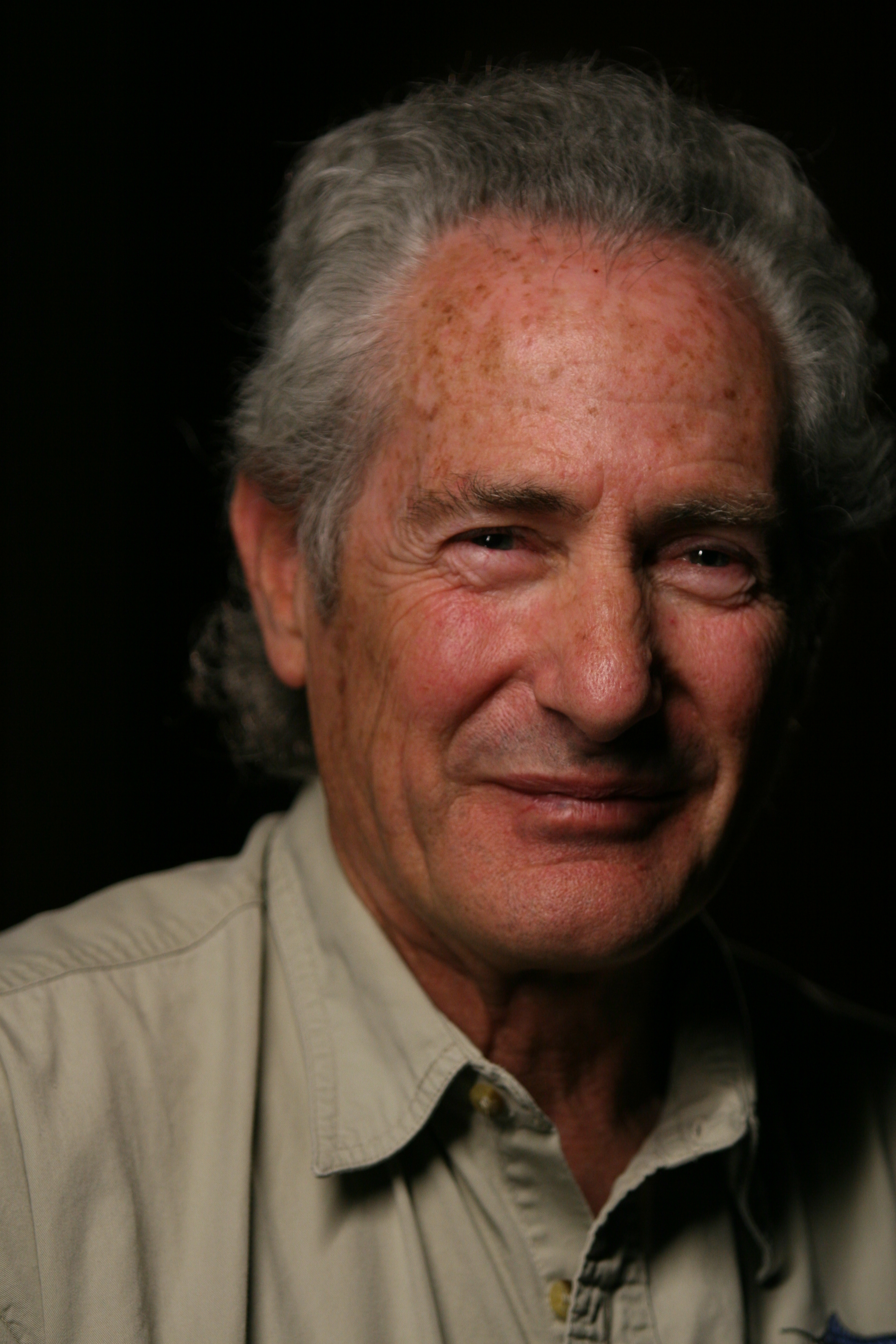
المؤلف باري غيفورد شارك في كتابة السيناريو مع لينش.

تم إخراج الطريق السريع المفقود من قبل ديفيد لينش كأول فيلم روائي طويل له منذ توين بيكس: النار تمشي معي (1992)، مقدمة لمسلسله التلفزيوني القمم التوأم (1990-1991). جاء عبر عبارة «الطريق السريع المفقود» في كتاب الناس ليلة (1992) من قبل باري جيفورد. ولأن لينش كان يعرف الكاتب جيداً وكان قد قام سابقاً بتكييف روايته «البرية في القلب» (1990) إلى فيلم يحمل نفس الاسم، قال له إنه يحب العبارة كعنوان لفيلم. اتفق الاثنان على كتابة سيناريو معا وجود أفكارهما المختلفة الخاصة حول ما يجب أن يكون عليه الطريق السريع المفقود. وانتهى بهم الأمر إلى رفضهم جميعاً. لينش ثم قال جيفورد أنه خلال الليلة الأخيرة من اطلاق النار المشي النار معي وقال انه كان يفكر في أشرطة الفيديو وزوجين في أزمة. هذه الفكرة سوف تتطور إلى الجزء الأول من الفيلم حتى يتم وضع فريد ماديسون في قائمة المحكوم عليهم بالإعدام. لينش وجيففورد ثم أدركت أن التحول يجب أن يحدث وقصة أخرى، والتي سيكون لها عدة روابط لأول واحد ولكن أيضا تختلف، وضعت. استغرق منهم شهرا واحدا لإنهاء السيناريو.
وقد استلهم الطريق السريع المفقود جزئياً من قضية قتل أو جي سيمبسون، التي تضمنت اعتقال رجل أنكر القتل. المشهد الافتتاحي للفيلم، حيث يسمع فريد ماديسون عبارة «ديك لوران ميت» عبر جهازه الداخلي، مستوحى من حادثة مماثلة وقعت لينش في منزله. لأن منزله كان بجوار منزل الممثل ديفيد لاندر وكلا الرجلين لديهم نفس الاسم الأول يعتقد لينش أن الغريب يجب أن يكون مخطئاً بشأن العنوان. وأوضح لينش أن فكرة الرجل الغامض «جاءت من شعور رجل، سواء كان حقيقيا أم لا، أعطى الانطباع بأنه خارق للطبيعة». تم تمويل الفيلم من قبل شركة الإنتاج الفرنسية Ciby 2000. كما شاركت شركة لينش للإنتاج غير المتماثل، التي تقع مكاتبها بالقرب من منزله في هوليوود هيلز في إنتاج الفيلم.

## التمثيل
يلقي لينش شخصية بيل بولمان وهو صديق وجار له باعتباره الشخصية المركزية للفيلم. وافقت الممثلة باتريشيا أركيت على تمثيل دور رينيه وأليس لأنها كانت مهتمة بتصوير امرأة خطرة ومرغوبة جنسيًا، وهو دور لم تفعله من قبل. كانت أيضًا معجبة بـ Lynch لفترة طويلة وشعرت أنه سيكون من دواعي الشرف العمل معه. تم اختيار الممثل بالتازار جيتي لدور بيت دايتون بعد أن رأى لينش صورة له في إحدى المجلات وقال إنه «الرجل المناسب للوظيفة». نظرًا لأن النص كان منفتحًا جدًا على التفسير لم يعرف غيتي وأركيت نوع الفيلم الذي كان من المفترض أن يكون الطريق السريع المفقود. وفقًا لجيتي، «جزء من أسلوب ديفيد هو إبقاء ممثليه في حالة تخمين، لأنه يخلق جوًا معينًا في موقع التصوير.»
كان الممثل روبرت بليك يلقي دور الرجل الغامض لأن لينش أحب عمله السابق وكان دائمًا مهتمًا بالعمل معه. على الرغم من أن بليك لم يفهم النص على الإطلاق، إلا أنه كان مسؤولاً عن مظهر وأسلوب شخصيته. عندما أخبره لينش أن يستخدم خياله قرر بليك أن يقص شعره ويقسمه إلى المنتصف، ويضع مكياج كابوكي الأبيض على وجهه. ثم ارتدى زيا أسود واقترب من لينش، الذي أحب ما فعله. الممثل روبرت لوجيا الذي أعرب سابقًا عن رغبته في لعب دور فرانك بوث في فيلم الغموض الذي أخرجه لينش عام 1986 بلو فلفت (فيلم)، تم اختياره في دور السيد إيدي وديك لوران. أشار لينش إلى أنه عند تعلمه من اختيار دينيس هوبر في دور بوث، أطلق لوجيا صراخًا مليئًا بالألفاظ النابية عليه، والذي سيصبح في النهاية مشهد الغضب على الطريق للسيد إيدي. يتميز الطريق السريع المفقود أيضًا بأداء الصورة المتحركة النهائي لريتشارد بريور.

## الموضوع
على الرغم من أن الطريق السريع المفقود يصنف بشكل عام على أنه فيلم نيو-نوار يستعير الفيلم عناصر من أنواع أخرى، بما في ذلك التعبيرية الألمانية والموجة الفرنسية الجديدة. وقد استخدمت مصطلحات الإثارة النفسية وفيلم رعب لوصف عناصره السردية. كتب توماس كالدويل لمجلة مترو الأسترالية، ووصف فريد ماديسون بأنه «بطل فيلم نموذجي نوير، يسكن عالم محكوم ومقفر يتميز بفائض من الحياة الجنسية والظلام والعنف». فيلم آخر نوير الميزة التي هي موجودة في الفيلم هو الفاترة فام (أليس ويكفيلد), الذي يضلل بيت دايتون في الحالات الخطرة. كما لوحظ الفيلم للعنف الرسم وموضوعات جنسية. دافع لينش عن هذه الصور، مشيراً إلى أنه كان ببساطة صادقاً مع أفكاره الخاصة للفيلم.
وقد تم استكشاف بعض مواضيع الفيلم وأفكاره من قبل: يركز فيلم «ديتور» عام 1945 أيضًا على موسيقي ملهى ليلي ذكر مضطرب. اعتبرت الفيلم إعداد وغامضة يسجّل رسائل كان كإشارة إلى ال 1955 فيلم قبلي مميتة، بينما جوّه كلوسي يتلقّى يكون قارنت إلى مايا ديرين 1943 فيلم قصيرة مشّس من الهر. مثل ألفريد هيتشكوك في عام 1958 فيلم الدوار (فيلم)، يفحص الفيلم هواجس الذكور مع النساء، الذين يمثلون فقط العواطف التي تتعلق بها. وقد وصف لينش الفيلم بأنه «شرود النفسي» وأصر على أنه، في حين أن الطريق السريع المفقود هو حول «الهوية»، الفيلم هو مجردة جدا ويمكن تفسيرها بطرق مختلفة. وهو لا يحبذ التقدم في تفسير محدد وقال إن الفيلم يترك للمشاهدين تفسير الأحداث كما يختارون. غيفورد، ومع ذلك، يعتقد أن الفيلم يقدم تفسيرا عقلانيا لأحداثه سريالية. وفقا له، فريد ماديسون يعاني من فوغ النفسي، والتي تتجلى عندما يتحول إلى بيت. بعض المشاهدين يعتقدون أن الفيلم هو تكريم لأمبروز بيس قصة قصيرة 1890 «حدث في جسر البومة كريك».
تم تشبيه السرد الدائري للفيلم بشريط موبيس. رأى الناقد الثقافي سلافوي جيجك أن هذا التعميم مشابه لعملية التحليل النفسي. وفقا له، «هناك عبارة رئيسية أعراض (كما هو الحال في جميع أفلام لينش) التي تعود دائما كرسالة مصرة، ومؤلمة، وغير قابلة للفك (الحقيقة)، وهناك حلقة زمنية، كما هو الحال مع التحليل، حيث فشل بطل الرواية في البداية في مواجهة الذات، ولكن في النهاية قادرة على نطق الأعراض بوعي كما بلده». هذا يعني أنّ فريد جنون جدّا قوّيّة أنّ حتّى الخيال حيث هو يرى كبيت يذوب أخيرا وينتهي في كابوس. كما يفسر بنية الفيلم الثنائية على أنها تستغل «معارضة هُنان: الرعب الوهمي للكون الناوير الكابوسي من الجنس المنحرف والخيانة والقتل، واليأس (ربما أكثر إثارة للقلق) من حياتنا اليومية الكئيبة والمنفرة من العجز الجنسي وعدم الثقة».

## البث

### شباك التذاكر

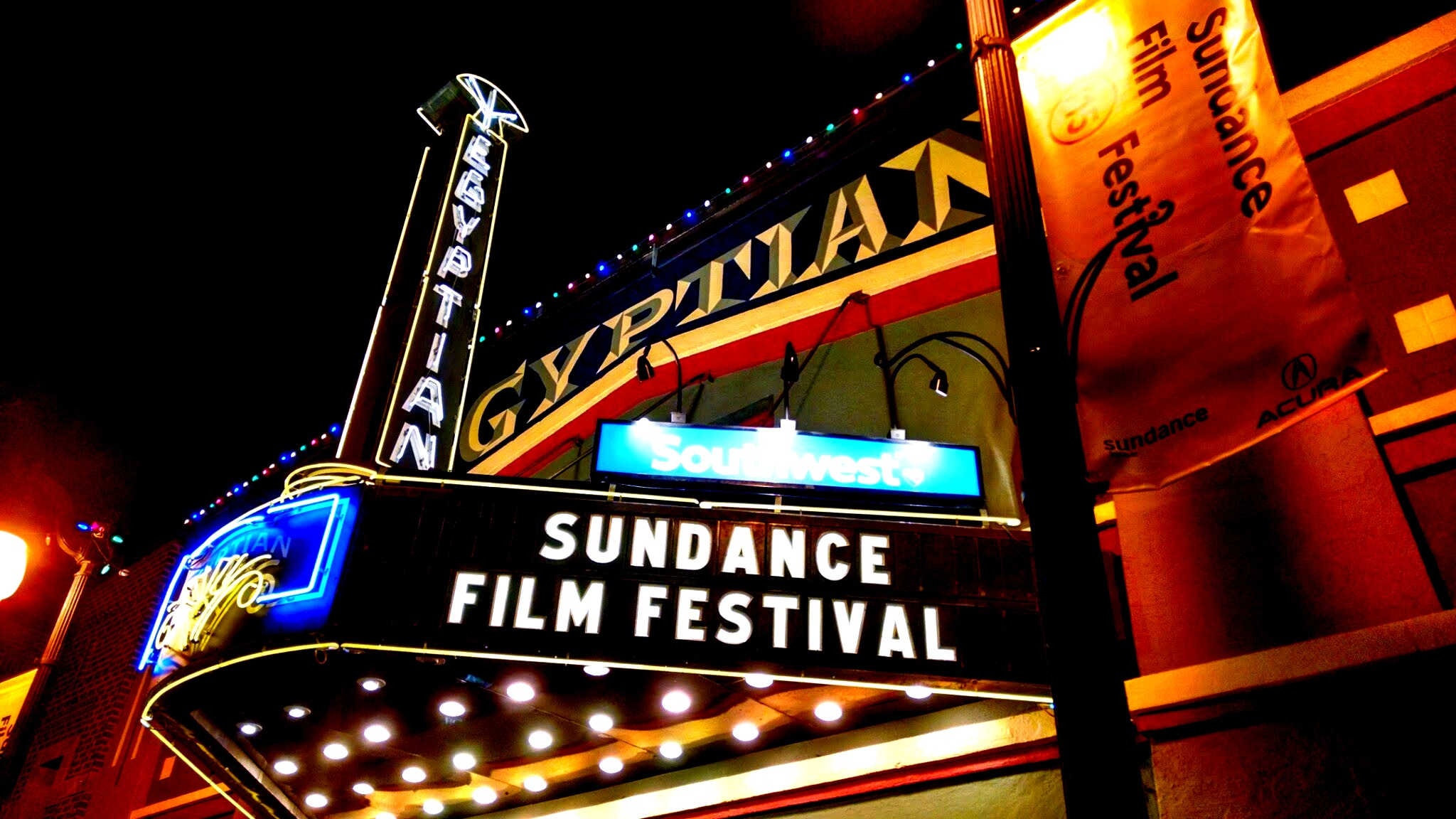
الطريق السريع المفقود لاول مرة في مهرجان صندانس السينمائي.

تم إطلاق فيلم الطريق السريع المفقود في فرنسا في 15 يناير 1997. وفي أمريكا الشمالية، عرض الفيلم لأول مرة في مهرجان صندانس السينمائي في بارك سيتي، يوتا، في كانون الثاني/يناير 1997. ثم تم إصدار الفيلم بشكل محدود في 21 فبراير 1997 في 12 دار عرض محققًا ما يقرب من 213,000 دولار في عطلة نهاية الأسبوع في شباك التذاكر في الولايات المتحدة. وتوسع الفيلم بعد أسبوع في 212 دار عرض، وبعد ثلاثة أسابيع متواضعة، ذهب إلى تحقيق 3.7 مليون دولار في أمريكا الشمالية. في 19 مايو 2017، تم إطلاق سراح الطريق السريع المفقود في روسيا وحقق 28347 دولارًا. وبشكل عام، حقق الفيلم ما يقرب من 3.8 مليون دولار في جميع أنحاء العالم.

## الأستقبال
عند بث فيلم الطريق السريع تلقى ملاحظات مختلطة من النقاد. أعطى كل من جين سيسكل وروجر إيبرت الفيلم «اثنين من الإبهام أسفل»، تصنيف لينش في وقت لاحق توصف بأنها «سببين أكثر كبيرة لرؤية» الطريق السريع المفقودة. وجادل إيبرت أنه في حين يضع لينش الصور على نحو فعال على الشاشة ويستخدم الموسيقى التصويرية قوية لخلق المزاج، والفيلم لا معنى له، وخلص إلى أن الطريق السريع المفقود «هو حول التصميم، وليس السينما». وبالمثل، كتب كينيث توران من صحيفة لوس أنجلوس تايمز أن الطريق السريع المفقود هو فيلم «مصنوع بشكل جميل ولكنه فارغ عاطفيًا» «موجود فقط للإحساس بلحظاته الاستفزازية». شعرت كل من ستيفاني زاكريك من صالون وأوين غليبرمان من مجلة إنترتينمنت ويكلي أن الفيلم كان سطحيا جدا، وخاصة بالمقارنة مع المخمل الأزرق. وقال زاكاريك إن لينش «تبادل بعض أصالته المزعجة مع صيغة نوير والغرابة الشتيكية»، في حين قارن غليبرمان مشاهد الفيلم الجنسية بمشاهد «أفلام هوليوود المثيرة المتواضعة».
في استعراض أكثر إيجابية، شعرت الصحفية جانيت ماسلين، الصحفية في صحيفة نيويورك تايمز، أنه في حين أن خبث الفيلم غير أصلي ويشبه ذلك من بلو فلفت (فيلم)، فإن الطريق السريع المفقود لا يزال «يحمل مصلحة شريرة خاصة به» و«يدعو جمهوره إلى التفكير». وأشاد محرر مترو ريتشارد فون بوساك الطريق السريع المفقودة باعتبارها «الرعب الحقيقي» الفيلم بسبب سيناريو مربكة وغير سارة. وأوضح أن الرعب «يجب أن يتجاوز المنطق والواقع العادي» وعلى عكس أفلام الرعب الشعبية مثل صرخة (فيلم 1996)، حيث يكون الفرق واضحا بين عنف الشاشة والعنف الحقيقي، لينش «الحاضر الرعب كرعب، على استعداد لتحيرنا، على استعداد لجرحنا». في استعراض إيجابي آخر، ورأى أني كلاين من دالاس أوبزرفر أن الطريق السريع المفقود كان عودة لتشكيل لينش واعتبر أنه أفضل عمل له منذ المخمل الأزرق. قارن كلاين مخاوف الفيلم التي لا يمكن الرد عليها مع تسلسل "بوابة النجوم" من عام 2001: وأوديسا الفضاء (1968) مشيرا إلى أن الطريق السريع المفقود هو «أفضل استيعابها والخبرة من تحليلها».

## وصلات خارجية
- مقالات تستعمل روابط فنية بلا صلة مع ويكي بيانات